# كأس الأرجنتين 2013–14
كأس الأرجنتين 2013–14 (بالإسبانية: Copa Argentina 2013-14)‏ هو الموسم 3 من كأس الأرجنتين. أقيم خلال الفترة 29 أكتوبر 2013 وحتى 25 نوفمبر 2014، وأشرف على تنظيمه اتحاد الأرجنتين لكرة القدم، وكان عدد الأندية المشاركة فيه 261، وفاز فيه هوراكان.